# Kente

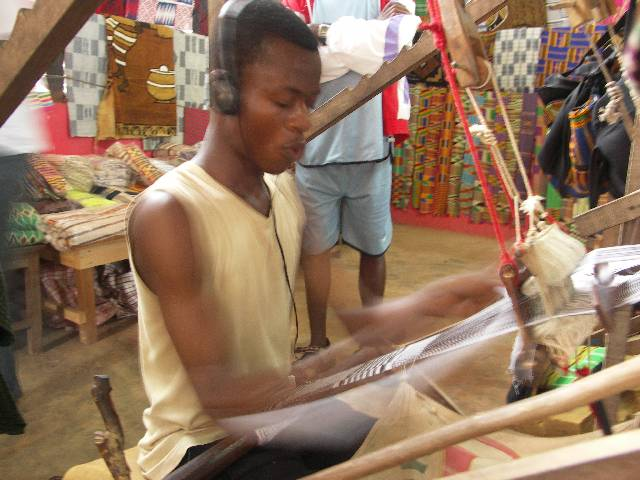
Mann an traditionellem Kente-Webstuhl, im Hintergrund Kentestoffe

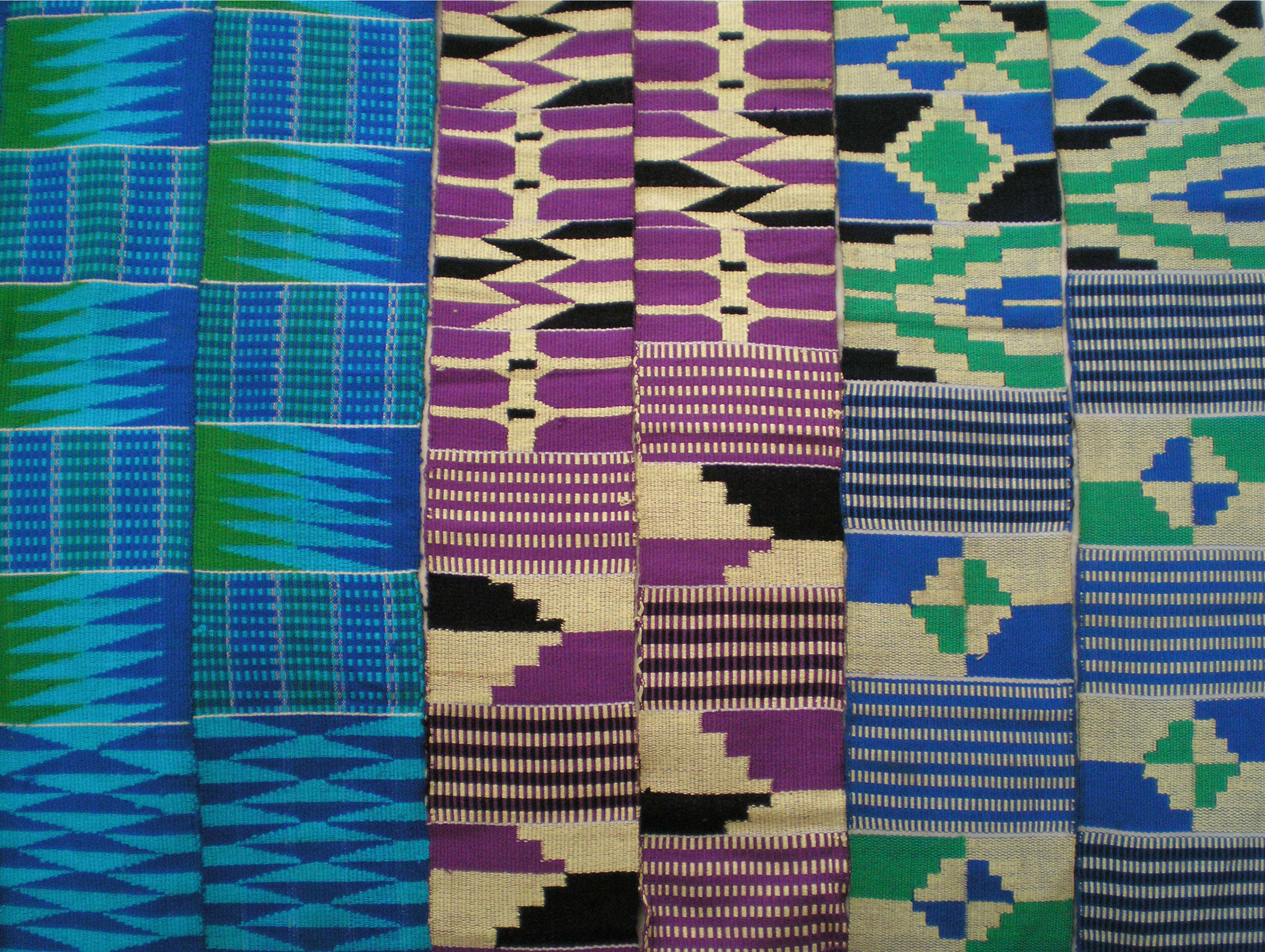
Ewe-Variante von Kentestoff

Kente (eigentlich kente) ist ein Stoff, der von den Angehörigen der Akanvölker (Aschanti, Nzima, Fanti und andere) und dem Volk der Ewe im heutigen Ghana und in einigen Teile der Elfenbeinküste  hergestellt wird und früher nur von Königen getragen werden durfte. Ausgangsmaterial war feine Baumwolle oder Seide. Da es keine einheimische Seidenraupenzucht gab, importierten die Aschanti seit dem 17. Jahrhundert Seidenkleider, entribbelten diese Kleidung und gewannen so Seide für die Kentestoffe.
Die feineren Tücher für die königlichen Kente-Gewänder durfte nicht jeder weben. Man stellte Gruppen geschickter Weber zusammen, die im Dienst der Könige standen und hochwertige Stoffe entwarfen und herstellten. Die Webtechnik war ein eifersüchtig gehütetes Geheimnis. Allen anderen Webern war es verboten, Muster und Entwürfe zu verwenden, die ausschließlich für den König und den Königshof bestimmt waren. Der König sammelte Hunderte von Gewändern an – jedes unterschiedlich in Ausführung und Muster. Traditionsgemäß trug er in der Öffentlichkeit niemals dasselbe Gewand zweimal.
Geometrische Motive, die Fischen, Vögeln, Früchten, Blättern, Sonnenuntergängen, Regenbogen und anderen Anblicken in der Natur glichen, brachten eine bis ins kleinste Detail genaue Webkunst mit Symbolcharakter hervor. Obwohl äußerlich sehr ähnlich, gibt es sowohl in der Symbolik als auch in der Webtechnik Unterschiede zwischen Aschanti- und Ewekente. Jedes Muster hat einen eigenen Namen und steht für ein Sprichwort oder ein Ereignis.
Z. B. bedeutet das Muster „Kyeretwie“ (ein Kente-Muster der Aschanti) „Der Löwenfänger“ und erinnert an eine Legende über die Zeit des Asantehene („Aschantikönigs“) Kwaku Dua I. Panyin im 19. Jahrhundert. Angeblich hatte er seine Männer als Tapferkeitsbeweis aufgefordert, mit bloßen Händen Leoparden zu fangen. Schwarze Streifen innerhalb des Muster verweisen nun auf die Flecken des Leoparden usw. Das Muster steht damit für Tapferkeit, außerordentlichen Erfolg und inspirierte Führerschaft.
Das Muster „Abusua ye dom“ aus der Kentetradition der Ewe dagegen steht für das Sprichwort „die Abusua (erweiterte Familie) ist eine Macht“ und verweist auf die Familienbande, den Wert von Zusammenhalt und Zusammenarbeit.
In der Mythologie der Aschanti lehrt die Spinne Anansi einen Jäger das Weben, als dieser den Regenwald durchstreift.
Auch heute noch werden neue Kentemuster entworfen, benannt – und umbenannt. So gab es zur Zeit des ersten ghanaischen Präsidenten Kwame Nkrumah ein populäres Muster mit dem Namen „Fathia Fata Nkrumah“, übersetzt: „Fathia [die Ehefrau Nkrumahs] macht sich um Nkrumah verdient“. Nach dem Sturz des zunehmend diktatorischeren Nkrumahs wurde das Muster umbenannt in „Obaakofo Mmu man“ („Ein Mann allein regiert keine Nation“).
Traditionelle Kente-Weberei wird vor allem von den Aschanti und den Ewe in Ghana produziert. In der Aschanti-Region werden die traditionellen Stoffe in Dörfern in der Nähe der Hauptstadt der Aschanti-Region, Kumasi, hergestellt. In Bonwire, Wonoo, Maape, Adawonmase und Ntonso arbeiten viele Weber an diesen Produkten. In der Volta Region wird der Kente-Stoff vor allem in der Kpandu-Region im Norden der Volta Region produziert.

## Dokumentarfilm
- Made in Africa (2014), Regie und Kamera: Gert Chesi für das Museum der Völker[1]. Der Film  zeigt unter anderem Aschanti Kente Weber bei ihrer traditionellen Arbeit.